# Zhinü
Zhinü of Zhi nü (spreek uit als [Dj Nuu]) is de zevende dochter of zevende kleindochter van Tiandi. Haar taak in de hemel is om wolken te "weven". 
Ze is een personage in de Chinees mythologisch verhaal Niuliangzhinü. Zhinü werd verliefd op Niuliang. Toen haar moeder, Xiwangmu, dat ontdekte, werd ze geslagen met een kanzashi, een lange Oost-Aziatische haarspeld. Tussen het gebied waar Zhinü en Niuliang woonde, ontstond een rivier, de Melkweg 银河. Ze werden hierdoor van elkaar gescheiden. Elk jaar op de zevende dag van de Chinese maand ontstaat er de Picabrug 鹊桥 die de beide gebieden verbindt, waardoor Zhinü haar geliefde weer kan zien. Het moet dan wel een heldere nacht zijn, anders moeten de twee geliefden weer een jaar wachten.
De Minnannezen en Taiwanezen noemen Zhinü met de eerbiedige naam "七娘媽"/Qiniangma, wat letterlijk zevende vrouw betekent. Ze wordt zo genoemd, omdat ze volgens traditionele Chinese godsdienst de Chinese beschermgodin is van kinderen en vrouwen.